# 葛西城
葛西城（かさいじょう）は、東京都葛飾区青戸にあった中世の日本の城（平山城）。「葛西城跡」として1998年（平成10年）3月13日に東京都指定史跡に指定されている。

## 歴史・沿革
鎌倉時代に桓武平氏の流れをくむ葛西氏が城館として築いたという伝承もあるが、その詳細は不明である。確実なところでは、関東地方における享徳の乱において旧利根川筋をはさんで西側に上杉・幕府方、東側に古河公方の勢力が対峙する情勢のなか、15世紀中葉に関東管領家の上杉方の城として築城されたと考えられている。青戸は当時にあっては上杉方の最前線で、最初の葛西城主は武蔵国守護代大石氏の一族大石石見守であり、江戸城を居城とする扇谷上杉家の家宰、太田道灌と連携して古河公方足利成氏の動きを牽制していた。寛正2年（1461年）に足利成氏が葛西城を攻撃したという記録が残っている。寛正3年（1462年）から文明10年（1485年）にかけての一時期、上杉方の武将千葉実胤が入城したといわれるが、その後、再び大石氏が葛西城に入った。
葛西城は、中川の蛇行部を天然の堀として背後に持つ平城で、戦国期には下総国への重要な進出拠点として、扇谷上杉氏や後北条氏の支配下に置かれた。
特に国府台合戦時には後北条氏側の最前線として重用され、中川・太日川を挟んで国府台城に陣取る小弓公方足利義明や里見氏らと激戦を繰り広げた。2度の国府台の戦いで先鋒を務め、2度目の戦いで戦死した遠山綱景は葛西城の城主であった。
また、後北条氏によって擁立された古河公方足利義氏の元服式が行われたのも葛西城であった。なお、近年の研究では足利晴氏の公方末期であった天文20年（1551年）12月以降に古河にあった公方府が葛西に移され、弘治4年（1558年）の新しく公方に就任した義氏の鶴岡八幡宮参詣直後に北条氏康の提案で公方府が関宿に移されるまで、古河公方の本拠地となっていたことが明らかになっている。この時期の晴氏・義氏については、古河公方ではなく「葛西公方」と称される存在であったとする研究者もいる。
天正18年（1590年）の豊臣秀吉による小田原征伐の際に戸田忠次らによって攻められ落城。廃城となるが、徳川家康が江戸に入府後は城跡に「青戸御殿（葛西御殿とも）」と呼ばれる陣屋が建てられ、3代家光の頃まで鷹狩の宿舎として利用されたが、明暦3年（1657年）頃、明暦の大火で焼失した江戸城再建の資材のために破却されたという。

### 発掘調査と現在の景観

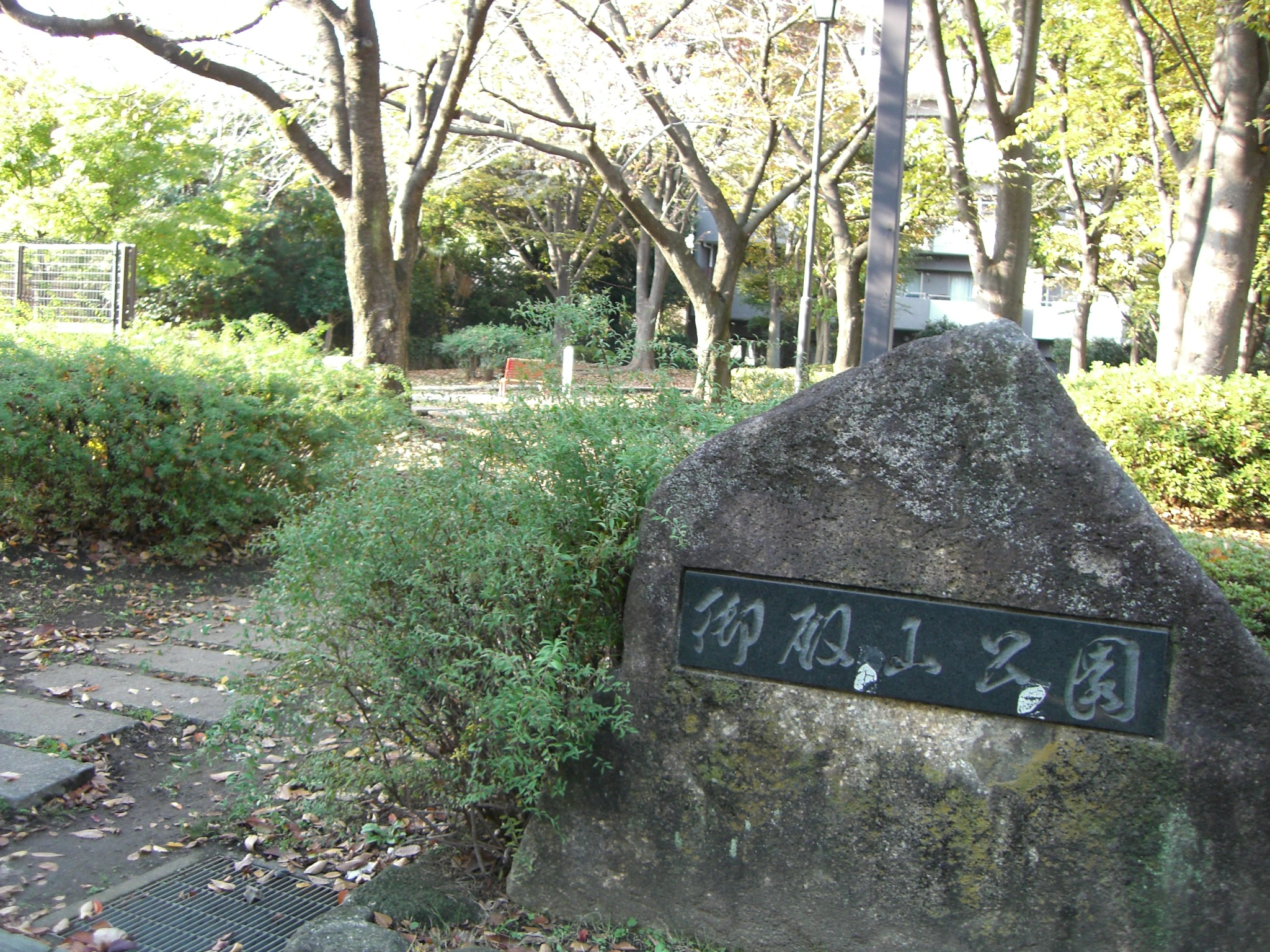
御殿山公園（2015年11月）

1972年（昭和47年）に環七通りの建設工事に伴って発掘調査が行われたことで当城の遺構が確認された。この調査では遺構のほか、戦国期の陶磁器・漆器・人骨など様々な遺物も検出された。また、中世末期から近世初頭の多数のスッポン遺体が出土しており、近世に西日本から新たにもたらされた食文化と考えられている。
環七通りは中心部の本曲輪跡を南北に横切っており、東西に分断された曲輪がそれぞれ「御殿山公園」と「葛西城址公園」になっている。城跡は現在埋没しており地表面で目にすることのできる遺構はないが、地中レーダー探査などにより南北400メートル×東西300メートルの範囲で堀が確認されている。またこれまでの発掘調査では、堀跡や井戸のほか、青戸御殿に関する遺構も見つかっている。